# 卡利福尼亞 (烏蘇盧坦省)
卡利福尼亞（西班牙語：California），是薩爾瓦多的城鎮，位於該國東南部，由烏蘇盧坦省負責管轄，面積24.41平方公里，海拔高度33米，2007年人口2,628，人口密度每平方公里107.66人。
13°22′N 88°40′W / 13.367°N 88.667°W